# Centro Internacional de Restauración Neurológica
Centro Internacional de Restauración Neurológica.
|  | El Centro Internacional de Restauración Neurológica (CIREN) es un complejo hospitalario ubicado en la Ciudad de La Habana, Cuba. Está orientado al estudio y tratamiento de las secuelas neurológicas y se especializa en seis líneas fundamentales que son: Neuropediatría; Lesiones Raquimedulares; Lesiones Estáticas del Sistema Nervioso; Trastornos del Movimiento, Enfermedades Neurodegenerativas y Neurocirugía. El CIREN fue fundado en 1989 con el objetivo de introducir y desarrollar las más novedosas técnicas como los neurotransplantes para el tratamiento de las neurodegeneraciones y en especial la enfermedad de Parkinson. En los sucesivos años la actividad científico-asistencial se fue ampliando e incorporando el tratamiento farmacológico y de rehabilitación como pilares fundamentales, apoyados en el principio de la Neuroplasticidad. |